# Pediobius kalpetticus
Pediobius kalpetticus is een vliesvleugelig insect uit de familie Eulophidae. De wetenschappelijke naam is voor het eerst geldig gepubliceerd in 2005 door Narendran & Santhosh.